# Посвірж перуанський
Посві́рж перуанський (Sicalis raimondii) — вид горобцеподібних птахів родини саякових (Thraupidae). Ендемік Перу. Вид названий на честь італійсько-перуанського натураліста Антоніо Раймонді.

## Поширення і екологія
Перуанські посвіржі мешкають на західних схилах Анд, від Кахамарки на півночі до Арекіпи і Мокеґуа на півдні. Вони живуть в сухих і високогірних чагарникових заростях та серед скель. Зустрічаються на висоті від 200 до 2500 м над рівнем моря.